# 1940 GJ
1940 GJ är en asteroid i huvudbältet som upptäcktes den 5 april 1940 av den finska astronomen Liisi Oterma vid Storheikkilä observatorium.
Asteroiden har en diameter på ungefär 4 kilometer och den tillhör asteroidgruppen Phocaea.